# Recurso procesal
Recurso procesal o jurisdiccional es el medio establecido en la ley para obtener la modificación, revocación o invalidación de una resolución judicial, ya sea del mismo juez o tribunal que la dictó o de otro de superior jerarquía.
En todo recurso encontramos: una resolución que es impugnada (llamado en doctrina, resolución  recurrida); un litigante agraviado por la resolución que  busca impugnar (recurrente); un juez o tribunal que la ha dictado (juez o tribunal  a quo); un juez o tribunal que conoce del recurso (juez o tribunal ad quem); y una nueva resolución que puede confirmar, modificar, revocar o invalidar la resolución recurrida.
En la mayoría de las legislaciones, los recursos presentan las siguientes características:
- Deben interponerse dentro de un plazo perentorio.
- Se presentan, generalmente, por escrito y con fundamentos. A veces, se exige acompañar algún tipo de documentación o cumplir ciertas formalidades.
- Se presentan ante el mismo juez o tribunal que dictó la resolución recurrida y, excepcionalmente, directamente ante el juez o tribunal al que corresponde conocer del recurso.
- Su conocimiento y fallo le corresponde al superior jerárquico del juez o tribunal que ha pronunciado
- La resolución recurrida y en algunos casos, por excepción, le corresponde al mismo tribunal que dictó la resolución.
- Se interponen para impugnar resoluciones que no están firmes.
- Debe existir agravio para la recurrente.[1]

Los requisitos de cada recurso, en particular, los regula específicamente el derecho procesal de cada Estado.

## Clasificación

### Según su procedencia
- Recurso ordinario (o de derecho común): es aquel que la ley admite, por regla general, en contra de toda clase de resoluciones. Por ejemplo: el recurso de apelación.
- Recurso extraordinario (o de derecho estricto): es aquel que la ley admite, excepcionalmente, contra determinadas resoluciones y por causales determinadas. Generalmente, se trata de recursos de derecho. Por ejemplo: el recurso de casación o recurso de nulidad, el recurso de revisión, el recurso extraordinario federal (Argentina), los recursos extraordinarios o recursos de inaplicabilidad de ley a nivel provincial, etc.

### Según su conocimiento
- Recurso por vía de retractación o no devolutivo: es aquel que conoce el mismo juez o tribunal que dictó la resolución recurrida. En doctrina se le llama remedio judicial. Por ejemplo: el recurso de reforma o reposición.
- Recurso por vía de reforma o devolutivo: es aquel que conoce el superior jerárquico del juez o tribunal que pronunció la resolución recurrida. Por ejemplo: el recurso de apelación y el recurso de casación.

### Según su extensión
- Recurso de hecho y de derecho (o constitutivo de instancia): es aquel en que el juez o tribunal superior puede pronunciarse sobre todas las cuestiones de hecho y de derecho, que han sido discutidas en el proceso (salvo que el recurrente haya restringido sus peticiones al recurrir). Es el caso del recurso de apelación.
- Recurso de derecho: es aquel que tiene por objeto la correcta aplicación del derecho, no constituyendo instancia y, por tanto, en su resolución el juez o tribunal está limitado por los hechos, tal como han sido establecidos o probados en el respectivo juicio. Es el caso del recurso de casación o recurso de nulidad.